# Hans Marius Wilhelm Løvaas
Hans Marius Wilhelm Løvaas (* 25. Februar 1848 in Bergen; † 5. September 1890 in Jelsa bei Suldal, Rogaland) war ein norwegischer Landschaftsmaler der Düsseldorfer Schule.

## Leben
Løvaas arbeitete in einem Handelskontor und zeichnete in seiner Freizeit, ehe er 1869 einen Platz in der Malschule von Johan Fredrik Eckersberg in Christiania erhielt. Dort unterrichtete ihn auch der Landschaftsmaler Morten Müller. 1872 reiste er nach Düsseldorf, wo er bis 1874 Privatschüler von Ludvig Munthe war. In dieser Zeit unternahm er Studienreisen in verschiedene Gegenden am Rhein und nach Holland. 1876 ging er nach Paris, wo er 1877 erstmals im Salon ausstellte. 1878 kehrte er nach Norwegen zurück und ließ sich in Bergen nieder. Als Freilichtmaler bereiste er 1881 bis 1884 den Romsdalsfjord.